# ISD-Jorbi Continental Team/Saison 2016
Dieser Artikel listet Erfolge und Fahrer des Radsportteams ISD-Jorbi Continental Team in der Saison 2016 auf.

## Nationale Straßen-Radsportmeister
| Datum    | Rennen                                          | Sieger       |
| -------- | ----------------------------------------------- | ------------ |
| 25. Juni | Ukrainische Meisterschaft – Straßenrennen (U23) | Tymur Maleev |

## Abgänge – Zugänge
| Zugänge                          | Team 2015           | Abgänge          | Team 2016      |
| -------------------------------- | ------------------- | ---------------- | -------------- |
| Wladislaw Kreminski              | Neoprofi            | Maxym Wassiljew  | Kolss-BDC Team |
| Roman Seliwersow                 | Neoprofi            | Wladymyr Dschjus | Kolss-BDC Team |
| Oleksei Scherbakow               | Neoprofi            | Anatolij Budjak  | Unbekannt      |
| Denys Kostjuk (ab 1. Mai)        | Kolss-BDC Team      |                  |                |
| Walerij Taradai (ab 4. August)   | Kyiv Capital Racing |                  |                |
| Pawlo Bondarenko (ab 10. August) | Kolss-BDC Team      |                  |                |

## Mannschaft
| Name                | Geburtstag          | Nationalität |              |
| ------------------- | ------------------- | ------------ | ------------ |
| Pawlo Bondarenko    | 10. September 1996  | Ukraine      |              |
| Illja Klepikow      | 2. Februar 1994     | Ukraine      |              |
| Wladislaw Kreminski | 2. März 1995        | Ukraine      |              |
| Dmytryj Krywzow     | 4. März 1985        | Ukraine      |              |
| Denys Kostjuk       | 13. März 1982       | Ukraine      |              |
| Tymur Malejew       | 16. Februar 1996    | Ukraine      |              |
| Anatolij Pachtussow | 17. April 1985      | Ukraine      |              |
| Oleksei Scherbakow  | 14. Februar 1997    | Ukraine      |              |
| Roman Seliwersow    | 6. September 1996   | Ukraine      |              |
| Walerij Taradai     | 11. August 1994     | Ukraine      |              |
| Rinat Udod          | 8. Februar 1996     | Ukraine      |              |
| Stagiaires          | Stagiaires          | Nationalität | Nationalität |
| Wladislaw Soltasiuk | Wladislaw Soltasiuk | Ukraine      |              |